# 稗田前駅
稗田前駅（ひえだまええき）は、三重県桑名市稗田にあった近畿日本鉄道北勢線の駅。三重交通時代の1944年（昭和19年）7月1日に休止となり、1969年（昭和44年）5月15日に廃駅となった。

## 歴史
当駅付近の北勢鉄道大山田（現：西桑名） - 楚原間が開業してから24年後に、北勢線に路線開業後初めて設けられた新駅であったが、駅開業から6年後に早々と休止（廃止）された。駅の開業・廃止・統廃合等が多い北勢線の駅の中でも、最も短命な駅（駅が何度も開業・廃止を繰り返した星川駅の事例を除く）。

### 年表
- 1938年（昭和13年）5月3日：北勢電気鉄道の駅として開業。
- 1944年（昭和19年）
  - 2月11日：会社合併により、三重交通の駅となる。
  - 7月1日：休止（電力事情の悪化等による）。
- 1965年（昭和40年）4月1日：近畿日本鉄道が三重電気鉄道を合併する。
- 1969年（昭和44年）5月15日：廃止。

## 駅構造
単式ホーム1面1線の無人駅であった。休止後は駅ホームの大部分が撤去されたが、線路横の小山がホームであった名残を残している。

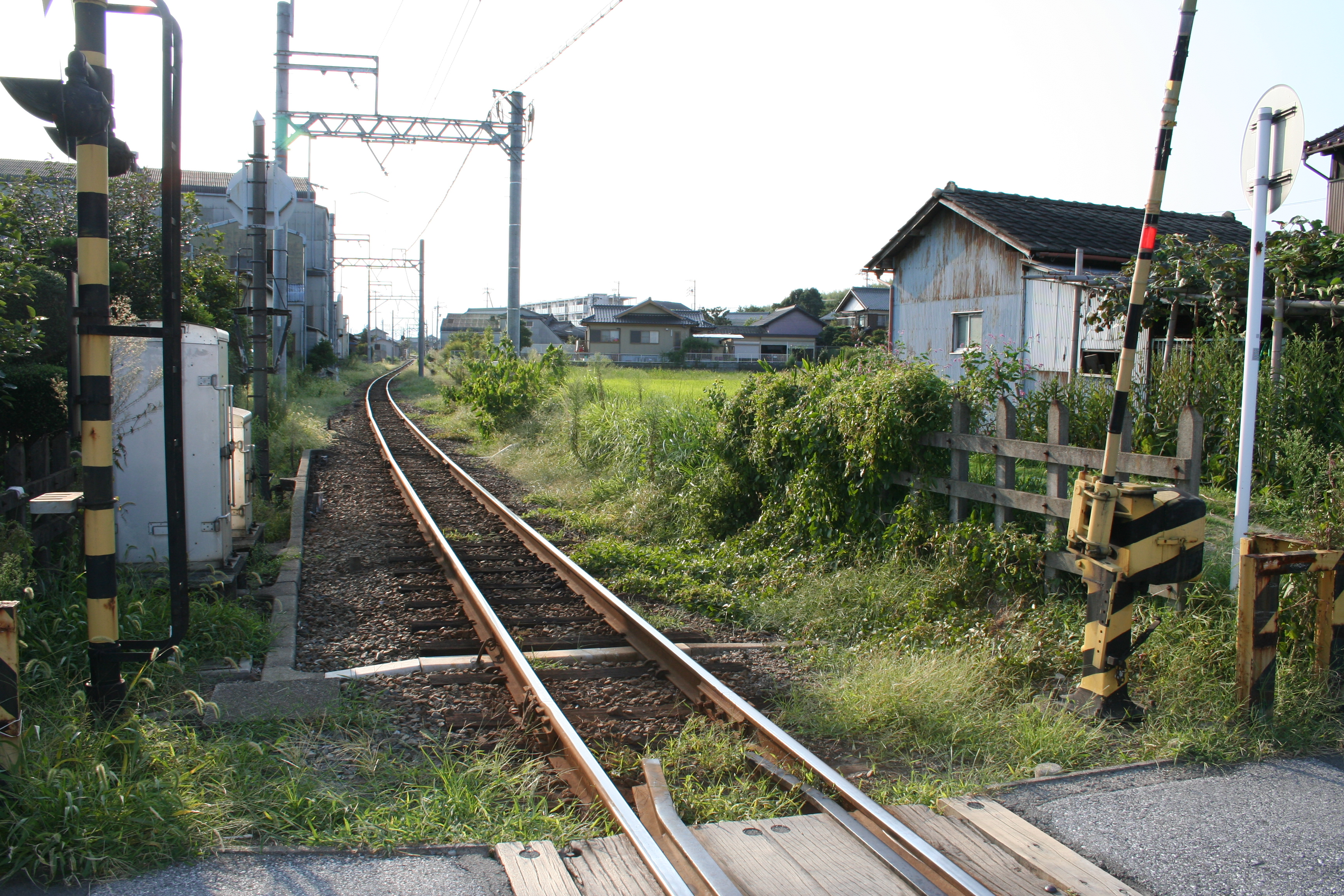
線路奥の遮断機横にある空き地が駅跡（2006年。西別所3号踏切から）

## 隣の駅
近畿日本鉄道
■北勢線
西別所駅 - 稗田前駅 - 蓮花寺駅